# Braga
Braga este un oraș și municipiu în nord-vestul Portugaliei, în provincia Minho, capitală a districtului Braga și unul din cele mai mari și mai vechi orașe ale țării.
El se află în valea rîului Cávado. Orașul se distinge printr-un mare număr de pieți și de biserici. Calitatea sa de centru religios și teologic de frunte al Bisericii Romano-Catolice și de sediu al Arhiepiscopului Primat al Portugaliei i-a  adus supranumele de „Oraș al Arhiepiscopilor”  și de „Roma Portugaliei”. Cu timpul localitatea a devenit și un însemnat centru industrial și tehnologic.
Ca număr de locuitori - 175,073, Braga este al cincilea oraș al Portugaliei, după Lisabona, Porto, Vila Nova de Gaia și Amadora. Ea este și capitala regiunii metropolitane Minho, cu o populație totală de 826,833 locuitori (2007) și care este unul din regiunile cu cea mai rapidă creștere economică din Uniunea Europeană.
Aria urbană se întinde între rîul Cávado și rîul Este și este legată prin căi ferate de Porto (la distanța de 53 km) și de Lisabona.
În trecut Braga a aparținut provinciei istorice denumite
Entre Minho e Douro, adică „Între Minho și Douro”, delimitată de rîul Minho la nord și de rîul Douro la sud.
Braga este unul din cele mai vechi orașe din Europa, fiind înființat în timpul dominației romane sub numele de Bracara Augusta și capitala  provinciei romane Galaecia.

## Istoria orașului

### Antichitate
Zona Braga a cunoscut așezări omenești încă în perioada  preistorică. În epoca fierului a trăit aici, ca și în intreaga  Galicie și în nordul Portugaliei actuale, tribul Bracarilor Calaici (Bracarenses sau Callaici Bracarii). El a construit sate fortificate caracteristice de tip castrum.
Pe la 136 î.H. regiunea a început să fie controlată de romani, iar prin 20 î.H, în timpul domniei lui Octavianus Augustus a luat ființă aici orașul Bracara Augusta, dedicat, așa cum îi arată numele, lui Octavian August însuși. 
Cetatea Bracara Augusta s-a cunoscut o mare dezvoltare în cursul primului secol al primului mileniu d.H., în vremea împăratului Vespasianus ajungând să fie capitala așa numitului Conventus Bracarensis. Apogeul înfloririi ei l-a atins însă în cel de-al doilea veac. Aproximativ în anul 216, ca urmare a reformelor administrative ale împăratuluiCaracalla a luat ființă provincia Hispania Ulterior Antoniana (Spania Îndepărtată Antoniană), în cadrul căreia Braga a deținut statutul important de capitală a districtului Gallaecia.
La sfârșitul veacului al III - lea Diocletianus a înălțat orașul la poziția de capitală a provinciei separate noi inființate Gallaetia.
În vremea invaziilor triburilor migratoare germanice, puterea romană în regiune , inclusiv la Bracara Augusta  a fost nevoită să cedeze locul căpeteniilor triburilor suebilor, popor german din centrul Europei. În anul 410 suebii au pus temeliile unui regat pe tot cuprinsul Spaniei de nord-vest, având capitala la Bracara.
În anul 584 noi cuceritori germanici, vizigoții, în frunte cu regele Leowigild, au invadat Peninsula Iberică și au ajuns, la rândul lor, hegemoni în această regiune. 
Cel dintâi episcop cunoscut al locului, Parentus, a fost menționat în secolul al IV-lea. Tradiția însă îl consideră pe Sfântul Ovidiu (+135 d.H) drept unul din cei dintâi episcopi din localitate.
Orasul Braga a jucat un rol cheie in procesul de creștinare al Peninsulei Iberice. La inceputul veacului al V-lea a trăit aici Paulus Orosius din Braga, prieten al Sfântului Augustin și autorul mai multor cărți însemnate în domeniul teologiei și istoriei. În secolul al VI-lea o personalitate de prim ordin a fost un alt episcop al orașului, Sfântul Martin din Braga, originar din Pannonia, care a reușit să convertească pe suebii, în parte politeiști, în parte creștini de rit „arian”, considerat „eretic”, la creștinismul romano-catolic. El este cel care a fost ctitorul vechii mănăstiri din Domio, în prezent obiectiv  arheologic. În acea perioadă Bracara sau Braga a găzduit și câteva concilii de seamă ale bisericii catolice. În secolul al VI -lea aici s-au ținut două sinoduri cu prilejul cărora vizigoții au renunțat și ei in mod solemn la „erezia” ariană și la cea prisciliană.

### Evul mediu
În afara câtorva evenimente deja menționate,legate de procesul de creștinare a locuitorilor regiunii, se știu putine lucruri despre istoria orașului în vremea vizigotilor și în epoca cuceririi mauro-arabe musulmane.
În anul 714, în cadrul campaniei sale victorioase pe meleagurile actuale ale Portugaliei, comandantul maur Abd al-Aziz Ibn Musa a cucerit și Braga din mâinile vizigoților. Deoarece locuitorii cetății au opus rezistență îndârjită, cuceritorii au distrus-o fără multe menajamente. Totuși stăpânirea musulmană în regiune a  fost destul de șubredă. Nu mai târziu de anul 740 Alfonso I , regele Asturiei, a izbutit s-o izgonească din Galicia, inclusiv din Braga. Când după decesul regelui Alfonso al III-lea, regele Leonului,(866 -930) s-a hotărât împărțirea regatului între fiii săi, Galicia a trecut în mâinile lui Ordoňo al II-lea (910-924) care pentru moment a ales Braga drept reședință. Când, după moartea fratelui său, Garcia (914) Ordoňo  a luat în posesia sa și regatul Leonului, Braga a încetat de a mai fi capitală.
După atacuri repetate în zonă, în anul 985, atotputernicul regent al Califatului Cordobei, Al-Mansur Ibn Abi Aamir a reușit să recucerească orașul, iar episcopii s-au văzuți siliți să fugă la Lugo.
Cel care a eliberat din nou Braga din mâinile maurilor a fost în anul 1040, regele Castiliei și Leonului, Fernando I (1036 -1065).  În anul 1070  s-a reconstituit la Braga și instituția episcopiei sub conducerea  episcopului Pedro care a inițiat și reluarea construcției catedralei.
Mai apoi, în vremea lui Afonso Henriques, fondatorul Portugaliei independente, Braga a devenit parte a noului stat creștin. Intre anii  1093-1147 Braga a fost chiar sediul  curții regale portugheze. In primii ani ai secolului al XII- lea, Enrique, contele de Portugalia (Henri), din  dinastia Burgundă,împreună cu episcopul de Toledo,  
Geraldo de Moissac,  au inițiat procesul de transformare a episcopiei într-un  arhiepiscopat, cu autorități sporite pe o arie largă din Peninsula Iberică și care a concurat cu arhiepiscopul de Toledo în lupta pentru hegemonie in sânul Bisericii Catolice spaniole.
Orașul a început să dezvolte în jurul catedralei, iar locuitorii au devenit supușii autorității  necontestate a arhiepiscopilor .
În secolul al XV-lea  arhiepiscopul Fernando da Guerra, el însuși viță de familii regale, a condus cu succes în 1437  o confruntare cu nobilimea și cu regele în scopul de a conserva ori de a recupera diferitele privilegii ale clerului din Braga.   

### Epoca modernă
Spre deosebire de Lisabona, Évora și Coimbra, Braga nu a beneficiat în veacul al XVI-lea de profiturile aduse de Perioada Marilor descoperiri.  Ea a ieșit totuși din situația economică mai precară  datorită numeroaselor lucrări publice finanțate de arhiepiscopul Diogo de Sousa, care au inclus lărgirea străzilor, construcția de pieți publice, ridicarea de spitale și de biserici. El a făcut ameliorări ale clădirii catedralei și i-a adăugat o nouă capelă în stil manuelian. Datorită lui Diogo de Sousa orașul a intrat din era medievală în cea a Renașterii și a devenit cu adevărat „Roma Portugaliei”.
In secolul al XVIII-lea Braga a cunoscut o nouă perioadă de prosperitate când arhiepiscopi și arhitecți precum André Soares și Carlos Amarante i-au dăruit încă un șir de edificii publice impunătoare în stil baroc. Atunci au fost clădite o nouă primărie, biblioteca publică, sanctuarul catolic Bom Jesus do Monte și numeroase palate.
. 

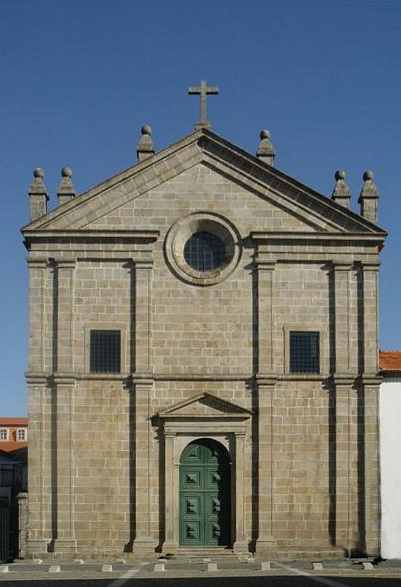
Biserica San Paulo din Braga, sec.al XVI-lea

Orașul a avut însă mult de suferit la începutul secolului al XIX-lea de pe urma invaziei napoleoniene. În a doua jumătate a acestui veac datorită și portughezilor repatriați din Brazilia, Braga a avut parte de noi înfrumusețări, de noi inovații arhitectonice și imbunătățiri ale infrastructurii.
Noile presiuni demografice si urbanistice din secolul al XX-lea au necesitat și ele noi ajustări ale infrastructurii.

## Obiective turistice și de pelerinaj
Braga și zona înconjurătoare se distinge printr-o mare  bogație de locuri de importanță istorică ca de pildă Catedrala (Se), Sanctuarul Bom Jesus și Samiero.

### În Centrul istoric

#### Biserici
- Catedrala din Braga (Sé de Braga) , sec. XII-XVIII,

este cel mai însemnat loc istoric al orașului. Se caracterizează printr-un amestec de numeroase stiluri artistice și arhitectonice: romanic, manuelin, gotic tarziu, baroc etc. 
A fost zidită aproximativ în anul 1070 prin inițiativa episcopului Pedro cel Sfant de Braga pe locul unei biserici antice, Santa Maria, ce fusese distrusă de mauri cu patru veacuri în urmă. Lucrările de construcție au fost patronate de conții de  Portugalia - Enrique de Burgundia (1093 -1112) și soția sa, Teresa, părinții celui dintâi rege al Portugaliei, Afonso I ( 1112 - 1185), precum și de arhiepiscopul Geraldo de Moissac care a pus aici temeliile instituției arhiepiscopiei orașului. Începând din 1128 noua catedrală a fost construită  dupa canonul  ordinului benedictin, sub supravegherea arhiepiscopului Paio Mendes Se Maia. Turnurile însă i-au fost distruse de cutremurul din anul 1135. Clădirea cateralei s-a prelungit până în secolul al XVIII-lea.
În anul 1930 s-a deschis la fața locului un muzeu al tezaurului artistic al catedralei. Pe peretele exterior al Capelei centrale se poate vedea statuia Fecioarei Maria alaptându-l pe copilul Iisus - Madona Laptelui ( Madona do Leite).
- Biserica Populo, construită în secolul al XVI-lea în stil neo-clasic.
- Igreja da Misericórdia în stil renascentist
- Igreja de São Paulo
- Igreja de São Vicente -
- Igreja do Carmo
- Igreja dos Congregados

#### Muzee
- Muzeul Biscainhos
- Muzeul Medina
- Muzeul Nogueira da Silva
- Muzeul Dom Diogo de Sousa
- Muzeul tezaurului catedralei
- Muzeul Pius al XII-lea
- Muzeul Tabloului
- Muzeul instrumentelor de coarde

#### Alte obiective
- Fonte de idolo- Făntâna idolului - dedicată zeului local Tongoenabiagus, din veacul I al erei creștine, acoperit de basoreliefuri și inscripții.
- Torre de Menagem - turnul gotic al cetății Braga - rămășiță a cetății vechi din secolul al XIV-lea
- Capela dos Coimbras (sec.al XVI-lea),în stil renascentist și manuelin
- Paço Arquiepiscopal - Palatul arhiepiscopal - zidit în secolul al XIV-lea-XVIII-lea, având porțiuni în stil gotic, manierist si baroc , adăpostește astăzi Biblioteca municipală.

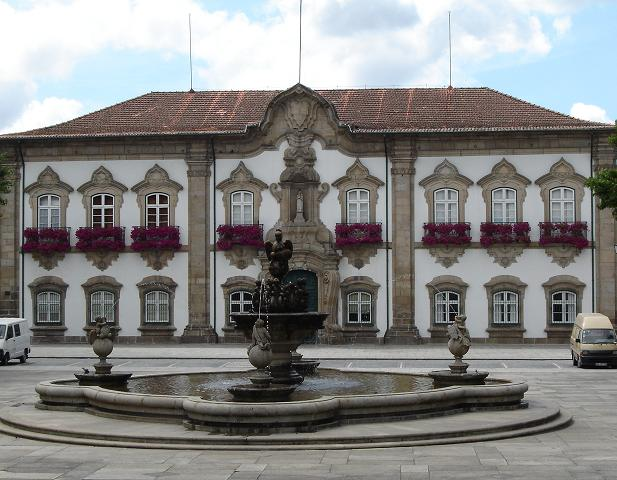
Primăria municipiului Braga şi făntâna pelicanului, ambele din secolul al XVIII-lea

- Arco da Porta Nova - Poarta Nouă, în stil baroc din secolul al XVIII-lea, care a înlocuit o versiune mai veche gotică
- Camara de Braga - cladirea barocă a Primăriei (vezi imaginea)
- Palatul Raio din secolul  al XVIII-lea, în stil baroc -rococo ieșit din comun, cu fațada bogat ornamentată
- Theatro Circo din secolul al XX-lea
- Jardim de Santa Bárbara - grădina Sfânta Barbara

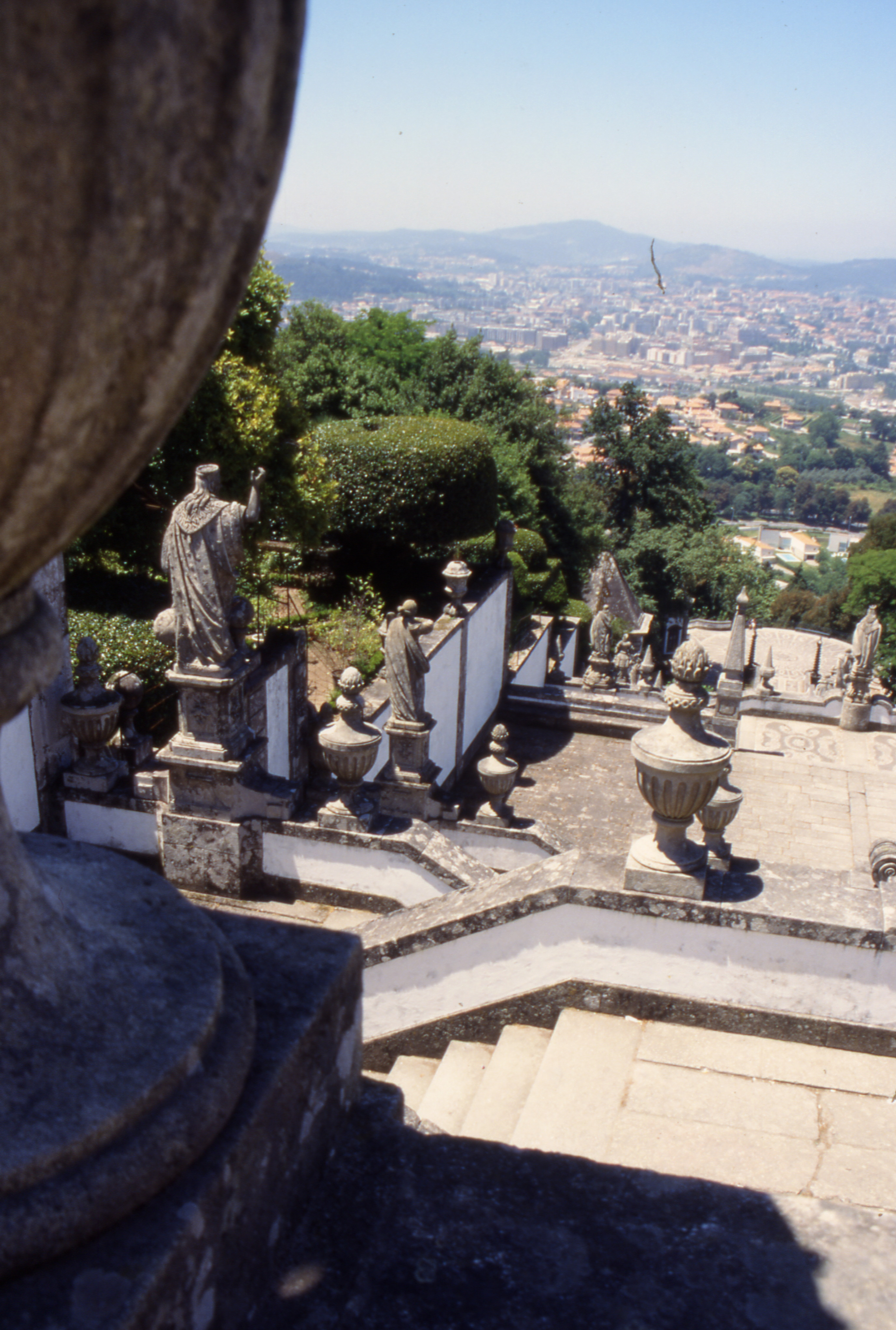
"Via Sagra" / Bom Jesus do Monte

- Făntâna Aguas Ferreas
- Casa dos Crivos

### În afara centrului orașului
- Sanctuarul Bom Jesus do Monte (Sanctuarul Bunului Iisus de pe munte) (din secolul al XVIII-lea - începutul secoulului al XIXX-lea): biserica, aflată la periferia orașului,la 5 km în nord-est, este un loc însemnat de pelerinaj, cu scări magnifice în stil baroc, având și un funicular, cu mecanism hidraulic, cel mai vechi din Peninsula Iberică.
- Biserica Falperra(sec. XVIII): cu un paviment pentagonal și o fațadă rococo, este un bun exemplu de arhitectură barocă.
- Mănăstirea Tibães (secolele XVII-XVIII): o mănăstire benedictină, de mare importanță din punct de vedere artistic, cu faimoase lucrări de orfevrerie, folosind aur importat din Brazilia
- Sanctuarul Sameiro (secolele XIX-XX): centru însemnat de pelerinaj consacrat Fecioarei Maria.
- Estádio Municipal de Braga, Stadionul Municipal, zidit în dealul Monte Castro, de unde se poate cuprinde cu vederea întreg orașul.
- Capela Santo Frutuoso Chapel, (în stil preromanesc)   clădită în veacul al VII-lea.
- Biserica Santa Eulalia, biserică în stil romanesc, în apropierea sanctuarului Bom Jesus do Monte.
- Dealul Chamor, cu monumentul Inimii Sacre,înalt de 20 m
- Sete Fontes - vechiul sistem de aprovizionare cu apă potabilă al orașului
- Castelul Dona Chica, un castel romantic la Palmeira, opera arhitectului Ernesto Korrodi .

## Industria, comerțul și viața de afaceri

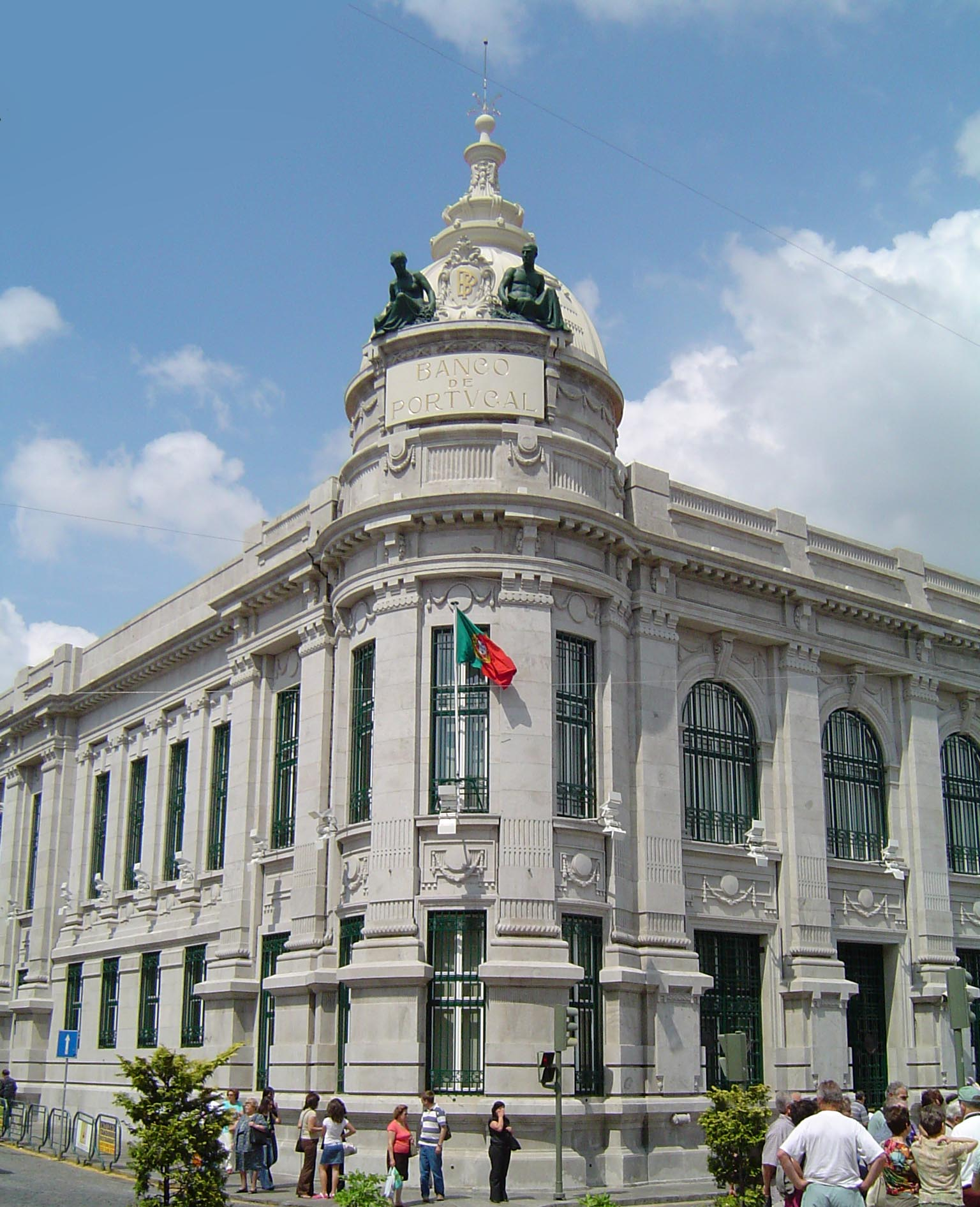
Clădirea Băncii Portugaliei din Braga

Principalele ramuri de industrie în localitate sunt construcțiile, metalurgia, industria software și de web design. Industria calculatoarelor este în creștere rapidă.

## Învățământul, științele și tehnologiile
În oraș se află sediul și principalul campus al Universității Minho, universitate publică înființată în anul 1973.
Mai există aici și o filială a cele mai vechi universități particulare din Portugalia, Universitatea Catolică Portugheză.
În anul 2008 în cooperare cu Spania a luat ființă în oraș un important centru de cercetare - Laboratorul Internațional Iberic de Nanotehnologie.

## Viața religioasă
Braga este sediul arhidiocezei Braga condusă de arhiepiscopul de Braga, care poartă titlul din vechime de Primat al Spaniei.
Acest titlu este purtat și de arhiepiscopul de Toledo, în Spania, și în cursul istoriei a fost un subiect de dispută între cei doi înalți prelați și cele două orașe.
Unul din cei mai cunoscuți arhiepiscopi ai orașului a fost fratele Bartolomeu dos Mártires. 
Între anii 561-563 orașul a găzduit primul conciliu de la Braga al bisericii catolice, iar în anul 571 cel de-al doilea conciliu de la Braga.

## Transporturi
- Gara : Gara Braga se află în sud-vestul orașului.
- Autobuze : Braga posedă o rețea importantă de autobuze.
- Șosele :

Braga posedă o centură periferică care înconjură orașul, cu căi bidirecționale în 3 benzi, având și două tuneluri, și limita de viteză 70 km/h
Șoseaua N101 traversează orașul de la nord la sud, având un tunel lung de 3 km de long care parcurge centrul orașului pentru a se îndrepta spre Fafe, în sudul orașului. Ea este bidirecțională în două benzi.
Autostrada portugheză A11, pleacă din estul orașului Braga și ocolește apoi orașul prin est pentru a ajunge la Guimarães. Este bidirecțională în 2 benzi.
Aeroportul orașului - Aeroportul da Palmeira (BGZ, pe lista codurilor AITA)

## Sportul
Braga posedă o echipă de fotbal - Sporting Club Braga,fondată în anul 1921, care participă la jocurile Superligii Campionatului portughez de fotbal. Ea își are sediul la Stadionul municipal Braga.
De renume se bucură și clubul local de handbal ABC (Andebol Braga Club) care a câștigat numeroase campionate ca și o finală a C1 la mijlocul anilor 1990.

## Locuitori faimoși ai orașului
- Paulus Orosius (c.385–c.420): istoric si teolog, din dioceza Braga, prieten al Sfantului Augustin din Hippo.
- Martin din Braga (c.520 – 580)  - episcop de Braga, originar din Panonia, care a convertit pe suevii din Peninsula Iberică la catolicism.
- Diogo de Sousa (c.1461-1532) - arhiepiscop de Braga după 1505, mecenat al artelor, a remodelat clădirea catedralei, a promovat urbanizarea localității după modelul altor citadele renascentiste, a ctitorit mai multe biserici și a înființat  Școala São  Paolo
- Fructuosus din Braga (? - 655) episcop de Braga
- Francisco Sanches (1550-1623): medic și filosof dintr-o familie de "conversos" de origine evreiască din dioceza Braga, și care a activat în Italia și Franța
- André Soares (1720-1769): arhitect, autorul mai multor importante cladiri in stil rococo din Braga si din nordul  Portugaliei.
- Domingos Leite Pereira: om politic din perioada Primei Republici Portugheze, a fost președinte al Camerei Deputaților, și pentru perioade scurte prim ministru (1919, 1920, 1925), ministru de externe și al învățământului
- Marie Myriam (născută Myriam Lopes,8 mai 1957 ) cântăreață franceză de origine portugheză, care a câștigat în 1977 la Londra, concursul Eurovision. cu melodia "L`Oiseau et L`Enfant" ("Pasărea și copilul"),a lui Jean Paul Cara și Joe Grace.
- Maria Ondina Braga (1932-2003)- scriitoare portugheză;
- Diogo Dalot (n. 1999), fotbalist.